# Масімо (рід)
Масімо — стародавня італійська князівська династія, яка нині існує в гілках князів Арсолі та Масімо деле Колоне. Представники роду відомі своїм впливом на політику, церкву та мистецтво.

## Походження
Італійська династія Масімо — одна з найстаріших шляхетних родин Риму. Родинні легенди виводять своє походження від патриціїв Фабіїв та Квінта Максима Веррукози. Належність двох канонізованих Пап Анастасія I і Пасхалія I до родини Масімо також носить міфічний характер.
Першим відомим представником робу був Масімо ді Лело ді Чеко, власник ломбарду в першій половині 15 століття. Його батько Лело (помер 1420 р.) керував аптекою, торгував спеціями в районі Сант'Еустакіо і був консерватором (головою магістрату) Риму в 1418 р. Його дід Чеко ді Лело де Максімо, займався вовною та був фундатором економічного процвітання родини. Палац, що належав родині, вперше згадується в 1462 році як Domus Maximorum ; він стояв на фундаменті одеону, побудованого імператором Доміціаном. Між 1532 і 1536 роками П'єтро Массімо побудував на тому місці Palazzo Massimo alle Colonne, де проживає родина Массімо й сьогодні. Замок в Арсолі, придбаний Фабріціо Масімо 1574 року, також досі належить родині.
Лука Массімо став бароном ді Пістерцо в 1544 році, а Фабріціо Массімо став синьорем ді Арсолі (провінція Риму) в 1574 році, обидва феодальні титули папської знаті. 30 березня 1686 року Фабріціо Камілло Массімо став маркізом ді Роккасекка. У 1746 році Массімо отримав титул патриціїв Риму. А 4 січня 1746 року їх зареєстровано як римських патриціїв (Patrizio Romano coscritto) та надано спадковий титул.
Принци — з 1826 року, князі (герцоги) — з 1828 року.

Князівський герб Масімо

Представники роду неодноразово укладали шлюби з членами та нащадками правлячих королівських династій. Так, відбулось одруження 1765 року Папського поштмейстера Камілло Франческо Масімо (1730—1801), маркіза Рокасека, з Барбарою Савеллі-Паломбарою (1750—1826), останньою спадкоємицею великої династії папської аристократії Савелі та володаркою багатого статку
Їхній син, перший принц Арсолі, Масіміліано Каміло Масімо (1770—1840) одружився з принцесою Христиною Саксонською (1775—1837) у 1796 році, донькою Ксаверія Саксонського, принца Речі Посполитої та Великого князівства Литовського і Руського, сина короля Речі Посполитої Августа III.
Син Масіміліано, 2-й принц Арсолі Каміло Віторіо Масімо (1803—1873), одружився з Її Королівською Високістю Принцесою Марією Габріеллою Савойсько-Каріньяно (1811—1837) у 1827 році, двоюрідною сестрою Карла Альберта, короля Сардинії, чий син, король Віктор Еммануїл II (1820—1878) став першим королем об'єднаної Італії в 1861 році.
Третій принц Арсолі, Каміло Карло Масімо (1836—1873) одружився з донною Франческою Лукезі Паллі (1836—1923), зведеною сестрою легітимістського претендента на французький престол Анрі, графа Шамбора через її матір, принцесу Марію Кароліну Бурбон-Сицилійську (1798―1870), доньку Неаполітанського та обох Сицилій короля Франциска I.
У них було двоє синів, Франческо Масімо, 4-й принц Арсолі та принц Масімо (1865—1943), одружився з донною Елеонорою Бранкаччо (1875—1943) у 1895 році (дочкою Сальваторе Бранкаччо, принца Тріджано), та Фабріціо Массімо (1868—1944), який у 1895 році отримав титул принца Ровіано та герцога Антіколі-Коррадо, і який у 1897 році одружився з Його Королівською Високістю Інфантою Беатріс Бурбонської (1874—1961), донькою карлістського претендента на французький та іспанський трони Карлоса Мадридського.
Принц Леоне (1896—1979) також став 5-м принцом Арсолі та принцом Масімо у 1943 році, одружившись у 1935 році з Його Королівською Високістю Принцесою Савойсько-Генуезькою Марією Аделаїдою (1904—1979), донькою принца Томаса, князя Генуї (1854—1931) і двоюрідним братом Віктора Еммануїла III Савойського, короля Італії.
Традиція королівських шлюбів Масімо була продовжена, коли в 1989 році принц Карло Масімо (1942 р.н.) одружився з доньєю Елізою Осоріо де Москосо-і-Естанья (1946 р.н.), донькою Педро, князя де Монтемара (1904—1986 рр.), чия прабабуся по батьківській лінії була інфанта Луїза Тереза де Борбон-Кадіс, донька інфанта Франциско де Паула з Іспанії (1824—1900) від шлюбу з Хосе Осоріо де Москосо, герцогом де Сесса.
Княжий рід представлений Фабріціо принцом Масімо, 7-м принцом Арсолі і Тріджано (народився в 1963 році), і Стефано Масімо, принцом Рокасека деї Вольші (народився в 1955 році), спадкоємцем якого є принц Валеріо Масімо (народився в 1973 році).